# Giả tinh thể

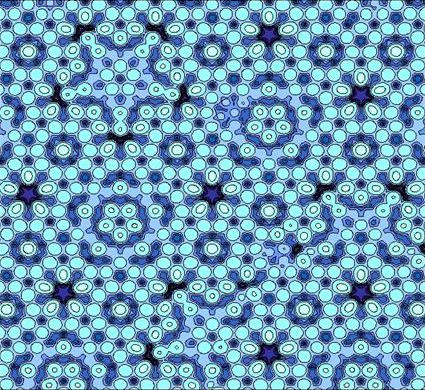
Mô hình nguyên tử của giả tinh thể hợp kim nhôm-paladi-mangan

Giả tinh thể (quasicrystal) là một dạng tồn tại khác biệt của chất rắn, trong đó các nguyên tử sắp xếp dường như đều đặn nhưng không có sự lặp lại.
Trong khi tinh thể, theo định lý hạn chế cổ điển tinh thể, có thể có chỉ có hai, ba, bốn, sáu lần đối xứng quay, hình ảnh nhiễu xạ Bragg của chuẩn tinh thể cho thấy các đỉnh sắc nét với các đơn đặt hàng đối xứng khác, ví dụ năm lần.
Khái niệm này được Dan Shechtman nghiên cứu và đề cập lần đầu tiên vào năm 1982. Hầu hết các giả tinh thể thu được cho thấy đều là hợp kim của nhôm (Al-Ni-Co, Al- Pd-Mn, Al-Cu-Fe), một số các hợp kim khác gồm có Ti-Zr-Ni, Zn-Mg-Ho. Trước đó, giới khoa học tin rằng trong mọi chất rắn, nguyên tử được sắp xếp trong các tinh thể theo mô hình đối xứng và lặp lại một cách tuần hoàn, đồng thời sự sắp xếp tuần hoàn này là điều cần thiết để tạo ra tinh thể. Hình ảnh cho thấy các nguyên tử trong tinh thể Dan Shechtman nghiên cứu được sắp xếp trong mô hình không theo thứ tự tuần hoàn. Trong khi đó, giới khoa học vẫn nghĩ rằng mô hình như vậy là không thể.
Shechtman nhận được giải Nobel Hóa học năm 2011 cho phát hiện của mình.